# 1965 no desporto

## Eventos
- 24 de outubro - Estreia de Cruzeiro e Atlético-MG no Mineirão.

## Automobilismo
- 31 de maio - O escocês Jim Clark vence as 500 Milhas de Indianápolis.
- 1 de agosto - Jim Clark vence o GP da Alemanha e torna-se bicampeão mundial de Fórmula 1 com três provas de antecedência. Ele conseguiu o objetivo perfeito, porque nas dez provas do campeonato, o piloto só podia contar com seis melhores resultados (descartando quatro). O escocês venceu 6 provas totalizando 54 pontos.

## Futebol
- Associação Desportiva Limoeiro Futebol Clube (na época era E.C. LIMOEIRO), torna-se campeão do torneio Castelo Branco.

## Nascimentos
| Data            | Nome                         | Profissão                               | Nacionalidade             | Observações | Ref |
| --------------- | ---------------------------- | --------------------------------------- | ------------------------- | ----------- | --- |
| 1 de janeiro    | Andrew Valmon                | atleta, velocista                       | Estados Unidos            |             |     |
| 3 de janeiro    | Ricardo Prado                | nadador                                 | Brasil                    |             |     |
| 5 de janeiro    | Patrik Sjöberg               | atleta, saltador em altura              | Suécia                    |             |     |
| 6 de janeiro    | Christine Wachtel            | atleta, meio-fundista                   | Alemanha Oriental         |             |     |
| 7 de janeiro    | Alessandro Lambruschini      | atleta, meio-fundista                   | Itália                    |             |     |
| 15 de janeiro   | Elizabeth Gomes              | atleta paralímpica, lançamento de disco | Brasil                    |             |     |
| 20 de janeiro   | Colin Calderwood             | futebolista                             | Escócia                   |             |     |
| 24 de janeiro   | Mike Awesome                 | lutador de wrestling                    | Estados Unidos            | m. 2007     |     |
| 27 de janeiro   | Hristo Markov                | atleta, saltador triplo                 | Bulgária                  |             |     |
| 5 de fevereiro  | Gheorghe Hagi                | futebolista                             | Roménia                   |             |     |
| 7 de fevereiro  | Daniel Sangouma              | atleta, velocista                       | França                    |             |     |
| 9 de fevereiro  | Dieter Baumann               | atleta, meio-fundista                   | Alemanha                  |             |     |
| 11 de fevereiro | Roberto Moya                 | atleta, lançador de disco               | Espanha · Cuba (nasc.)    |             |     |
| 15 de fevereiro | Elizabeth Gomes              | atleta paralímpica                      | Brasil                    |             |     |
| 16 de fevereiro | Robert Emmiyan               | atleta, saltador em comprimento         | União Soviética / Armênia |             |     |
| 21 de fevereiro | Evair                        | futebolista                             | Brasil                    |             |     |
| 25 de fevereiro | Susanna Rahkamo              | patinadora artística                    | Finlândia                 |             |     |
| 27 de fevereiro | Pedro Chaves                 | piloto de automobilismo                 | Portugal                  |             |     |
| 24 de março     | The Undertaker               | wrestler                                | Estados Unidos            |             |     |
| 25 de março     | Stefka Kostadinova           | atleta, saltadora em altura             | Bulgária                  |             |     |
| 27 de março     | Gregor Foitek                | piloto de automobilismo                 | Suíça                     |             |     |
| 29 de março     | Foto Strakosha               | futebolista                             | Albânia                   |             |     |
| 31 de março     | Jean-Christophe Lafaille     | alpinista                               | França                    |             |     |
| 4 de abril      | Elaine Zayak                 | patinadora artística                    | Estados Unidos            |             |     |
| 15 de abril     | Claudia Leistner             | patinadora artística                    | Alemanha                  |             |     |
| 20 de abril     | Adrián Fernández             | piloto de automobilismo                 | México                    |             |     |
| 27 de abril     | Rolando Vera                 | atleta, fundista                        | Equador                   |             |     |
| 29 de abril     | Felipe Miñambres             | treinador e futebolista                 | Espanha                   |             |     |
| 7 de maio       | Norman Whiteside             | futebolista                             | Irlanda do Norte          |             |     |
| 15 de maio      | Raí Souza Vieira de Oliveira | futebolista                             | Brasil                    |             |     |
| 20 de maio      | Jean-Charles Trouabal        | atleta, velocista                       | França                    |             |     |
| 27 de maio      | Pat Cash                     | tenista                                 | Austrália                 |             |     |
| 4 de junho      | Michael Doohan               | motociclista                            | Austrália                 |             |     |
| 12 de junho     | Gwen Torrence                | atleta, velocista                       | Estados Unidos            |             |     |
| 27 de junho     | Pablo Bengoechea             | futebolista                             | Uruguai                   |             |     |
| 30 de junho     | Anna Kondrashova             | patinadora artística                    | Rússia                    |             |     |
| 4 de julho      | Michael Emenalo              | futebolista                             | Nigéria                   |             |     |
| 8 de julho      | Hassan Nader                 | futebolista                             | Marrocos                  |             |     |
| 10 de julho     | Danny Boffin                 | futebolista                             | Bélgica                   |             |     |
| 21 de julho     | Jovy Marcelo                 | automobilista                           | Filipinas                 | m. 1992     |     |
| 22 de julho     | Michael Shawn Hickenbottom   | wrestler                                | Estados Unidos            |             |     |
| 27 de julho     | José Luis Chilavert          | futebolista                             | Paraguai                  |             |     |
| 6 de agosto     | David Robinson               | basquetebolista                         | Estados Unidos            |             |     |
| 6 de agosto     | Stéphane Peterhansel         | piloto de ralis                         | França                    |             |     |
| 6 de agosto     | Thomas Schönlebe             | atleta, velocista                       | Alemanha Oriental         |             |     |
| 7 de agosto     | Elizabeth Manley             | patinadora arística                     | Canadá                    |             |     |
| 7 de agosto     | Jocelyn Angloma              | futebolista                             | França (Guadalupe)        |             |     |
| 20 de agosto    | Moses Tanui                  | atleta, maratonista                     | Quênia                    |             |     |
| 27 de agosto    | Silas                        | futebolista                             | Brasil                    |             |     |
| 2 de setembro   | Lennox Lewis                 | pugilista                               | Inglaterra                |             |     |
| 3 de setembro   | Carlos Eugênio Simon         | árbitro de futebol                      | Brasil                    |             |     |
| 5 de setembro   | David Brabham                | piloto de automobilismo                 | Austrália                 |             |     |
| 7 de setembro   | Tomáš Skuhravý               | futebolista                             | Tchecoslováquia           |             |     |
| 9 de setembro   | Erick Lonnis                 | futebolista                             | Costa Rica                |             |     |
| 25 de setembro  | Scottie Pippen               | basquetebolista                         | Estados Unidos            |             |     |
| 3 de outubro    | Jan-Ove Waldner              | jogador de ténis de mesa                | Suécia                    |             |     |
| 5 de outubro    | Wilfred Agbonavbare          | futebolista                             | Nigéria                   |             |     |
| 7 de outubro    | Marco Apicella               | piloto de automobilismo                 | Itália                    |             |     |
| 8 de outubro    | Matt Biondi                  | nadador                                 | Estados Unidos            |             |     |
| 7 de novembro   | Sigrun Wodars                | atleta, meio-fundista                   | Alemanha Oriental         |             |     |
| 10 de novembro  | Eddie Irvine                 | piloto de automobilismo                 | Irlanda do Norte          |             |     |
| 19 de novembro  | Laurent Blanc                | futebolista                             | França                    |             |     |
| 20 de novembro  | Jimmy Vasser                 | piloto de automobilismo                 | Estados Unidos            |             |     |
| 23 de novembro  | Rodion Gataullin             | atleta, saltador com vara               | União Soviética / Rússia  |             |     |
| 30 de novembro  | Aldair                       | futebolista                             | Brasil                    |             |     |
| 3 de dezembro   | Katarina Witt                | patinadora                              | Alemanha                  |             |     |
| 18 de dezembro  | Cláudio Kano                 | jogador de ténis de mesa                | Brasil                    | m. 1996     |     |
| 20 de dezembro  | Fabián Cancelarich           | futebolista                             | Argentina                 |             |     |
| 22 de dezembro  | Dimitri Bilozertchev         | ginasta                                 | União Soviética           |             |     |
| 26 de dezembro  | Daúto Faquirá                | treinador de futebol                    | Portugal (Moçambique)     |             |     |

## Mortes
| Data         | Nome                     | Profissão                          | Nacionalidade  | Observações | Ref |
| ------------ | ------------------------ | ---------------------------------- | -------------- | ----------- | --- |
| 1 de janeiro | Ludwig Wrede             | patinador artístico                | Áustria        | n. 1894     |     |
| 5 de abril   | Sándor Szalay            | patinador artístico                | Hungria        | n. 1893     |     |
| 22 de abril  | Gretchen Merrill         | patinadora artística               | Estados Unidos | n. 1925     |     |
| 9 de maio    | Dorothy Greenhough-Smith | patinadora artística               | Reino Unido    | n. 1882     |     |
| 24 de agosto | Amílcar Barbuy           | futebolista e treinador de futebol | Brasil         | n. 1893     |     |
| 25 de Agosto | Johnny Hayes             | maratonista                        | Estados Unidos | n. 1886     |     |